# Aquatica leii
Aquatica leii is een keversoort uit de familie glimwormen (Lampyridae). De wetenschappelijke naam van de soort werd voor het eerst geldig gepubliceerd in 2006 door Fu & Ballantyne als Luciola leii.